# Federazione di atletica leggera della Scozia
La Scottish Athletics è la federazione di atletica leggera della Scozia. Fa parte della UK Athletics.
Fondata il 1º aprile 2001 dopo lo scioglimento della Scottish Athletics Federation, è membro del Commonwealth Games Council for Scotland.

## Partner ufficiali
- Puma